# ناتان استوک
ناتان استوک (به انگلیسی: Nathan Stooke) (زادهٔ ۲۸ مهٔ ۱۹۷۶) شناگر اهل ایالات متحده آمریکا است.